# 朱厚𤎯
贵溪端靖王朱厚𤎯（16世纪—1581年），明朝荣庄王朱祐枢的庶六子，明宪宗孙。

## 生平
嘉靖九年（1530年）十一月，明世宗遣會昌侯孫杲等為正使，刑部員外郎陳耀等為副使，持節冊封朱厚𤎯為貴溪王。
嘉靖十六年（1537年）十二月，世宗遣英國公張溶等為正使、戶科給事中高時等為副使，持節冊封周氏為貴溪王妃。
嘉靖十七年（1538年）九月，朱祐樞称四个儿子惠安王朱厚𤋗、永春王朱厚烮、富城王朱厚𤉷、朱厚𤎯每年各給祿米千石，不够用，請求增加。戶部上奏，世宗不聽，命如光化王朱載均例給之，以後郡王初封、襲封者都按祖訓給祿米，不得增減。
嘉靖三十一年（1552年），贵溪长子朱载堺過世，朝廷按例賜祭葬。
万历九年（1581年），朱厚𤎯過世。万历十年（1582年）五月，朝廷按例对他和靖江王朱任昌、漢陽王朱厚𤑐賜祭葬。
万历三十三年（1605年）四月，朱厚𤎯的嫡四子镇国将军朱载𤬪袭封贵溪王。